# James Hardy (basket-ball)
Pour les articles homonymes, voir James Hardy et Hardy.
James Hardy, né le 1er décembre 1956 à Knoxville et mort le 29 décembre 2020 à Long Beach en Californie, est un joueur de basket-ball américain.